# Julia Kent
Julia Kent est une violoncelliste et compositrice canadienne née à Vancouver. Elle fut membre du groupe Rasputina avant d'intégrer Antony and the Johnsons. Elle mène également une carrière solo et collabore avec de nombreux artistes.

## Biographie
Julia Kent est née à Vancouver. Elle est la fille de Brian Kent, mort en 1993, qui était photographe pour le journal The Vancouver Sun. Elle a une sœur violoniste, Gillian, qui a joué avec le Guildhall String Ensemble en Angleterre.
Julia Kent part étudier le violoncelle à l'Université de l'Indiana à Bloomington aux États-Unis puis s'établit à New York où, délaissant pour un temps le violoncelle, elle travaille comme journaliste pour l'hebdomadaire The Village Voice.
En 1992, elle fonde avec Melora Creager le groupe Rasputina avec qui elle enregistre deux albums et parcourt l'Amérique du Nord. Elle quitte le groupe en 1999 et rejoint la formation Antony and the Johnsons dont elle est toujours membre à l'heure actuelle.
Parallèlement à ses activités au sein du groupe, elle crée sa propre musique, mêlant le violoncelle avec des éléments électroniques et des sons collectés, utilisant des loops. En 2007, elle enregistre un premier album en solo intitulé Delay puis un EP, Last Day in July en 2010. Un second album, Green and Grey, sort en mars 2011,.
En 2012, elle rejoint le label indépendant The Leaf Label qui distribue ses albums Character en 2015, Asperities en 2017 et Temporal en 2019.
Julia Kent multiplie les collaborations, participant en 2012 au projet Parallel 41, accompagnée de Barbara De Dominicis et Davide Lonardi, jouant sur les disques d'artistes comme Devendra Banhart,  Angels of Light (en), Ultra Vivid Scene, Martha Wainwright, Roger O'Donnell,.
Elle compose également pour le théâtre, la danse et le cinéma.

## Discographie

### Avec Rasputina
- 1996 : Thanks for the Ether
- 1998 : How We Quit the Forest

### Avec Antony and the Johnsons
- 2005 : I Am a Bird Now
- 2009 : The Crying Light
- 2010 : Swanlights

### Avec Parallel 41
- 2012 : Parallel 41 + Faraway Close (CD + DVD)

### En Solo
- 2007 : Delay
- 2010 : Last Day in July (EP)
- 2011 : Green and Grey
- 2013 : Character
- 2015 : Asperities
- 2019 : Temporal